# Araeotanypus striatus
Araeotanypus striatus is een keversoort uit de familie Hybosoridae. De wetenschappelijke naam van de soort is voor het eerst geldig gepubliceerd in 1912 door Schmidt.